# Conestat alfa
Conestat alfa ist ein rekombinanter, humaner C1-Esterase-Inhibitor (rhC1-INH), der zur Behandlung von akuten Attacken des hereditären Angioödems (HAE) aufgrund eines C1-Esterase-Inhibitormangels bei Erwachsenen eingesetzt wird.
Conestat alfa (Handelsname Ruconest) erhielt im Oktober 2010 die europäische Marktzulassung und ist aktuell in allen 27 EU-Staaten sowie Norwegen, Island und Liechtenstein zugelassen.

## Anwendungsgebiete
Conestat alfa wird zur Behandlung akuter Attacken des hereditären Angioödems bei Erwachsenen angewendet, bei denen ein Mangel an funktionsfähigem C1-INH vorliegt. Erwachsene bis 84 kg Körpergewicht erhalten eine intravenöse Injektion von 50 Einheiten pro Kilogramm Körpergewicht (50 E/kg), Erwachsene mit einem Körpergewicht von mehr als 84 kg Körpergewicht erhalten eine intravenöse Injektion von 4.200 Einheiten.

## Chemische und pharmazeutische Informationen
Conestat alfa wird durch rekombinante DNA-Technologie produziert und aus der Milch transgener Kaninchen isoliert. So können problemlos auch größere Mengen an C1-INH produziert werden, je nach medizinischem Bedarf. Durch insgesamt acht Aufreinigungsschritte inklusive Nanofiltration kann eine Produktreinheit von über 99 % gewährleistet werden. Die rekombinante Herstellung schließt ein Infektionsrisiko mit pathogenen humanen Erregern (z. B. Hepatitis A, Hepatitis B, humanen Parvoviren, Prionen etc.), die durch aus menschlichem Blutplasma gewonnenen Präparaten übertragen werden könnten, aus.
rhC1-INH hat eine identische Aminosäuresequenz wie humaner C1-INH. Es besteht aus 478 Aminosäuren und hat eine Masse von 67 kDa. Es weist an sechs Stellen eine N-Glykosylierung und an mindestens sieben Stellen eine O-Glykosylierung auf.

## Wirkungsmechanismus
Conestat alfa erhöht dosisabhängig die Plasmakonzentration von funktionellem C1-INH. Dabei konnte die Gabe von 50 Einheiten pro Kilogramm Körpergewicht bei fast allen HAE-Patienten normale Level von C1-INH wiederherstellen. C1-INH übt eine hemmende Wirkung auf verschiedene Proteasen (Zielproteasen) des Kontakt- und des Komplementsystems aus. Die Wirkung von Conestat alfa auf die folgenden Zielproteasen wurde in vitro untersucht: aktiviertes C1s, Kallikrein, Faktor XIIa und Faktor XIa. Die Inhibitionskinetik war vergleichbar mit der von aus Plasma gewonnenem humanem C1-INH.

## Aufnahme und Verteilung im Körper
Es erfolgt keine Ausscheidung, da Conestat alfa in der Leber durch rezeptorvermittelte Endozytose mit anschließendem vollständigen hydrolytischen Abbau  aus dem Blutkreislauf eliminiert wird. Die Plasmahalbwertszeit beträgt ungefähr 2 Stunden.

## Studien
In einer randomisierten kontrollierten Studie setzte bei allen Patienten, die mit 50 U/kg Conestat alfa behandelt worden waren, die Symptomlinderung innerhalb von vier Stunden ein. Die Wirksamkeit von Ruconest bei der Behandlung von akuten Angioödem-Anfällen wurde durch eine signifikant kürzere Zeit bis zum Beginn der Linderung der Symptome und bis zu minimalen Symptomen sowie wenige Fälle von Therapieversagen belegt. Die Ergebnisse der offenen Studien stimmten mit den obigen Befunden überein und sprechen für die wiederholte Anwendung von Conestat alfa zur Behandlung aufeinanderfolgender Angioödem-Anfälle. Rückfälle wurden nicht beobachtet. Eine weitere Studie mit insgesamt 75 Patienten bestätigt die signifikante Wirksamkeit. Es wurden keine klinisch relevanten Antikörper gegen C1-INH oder wirtsbedingte Verunreinigungen detektiert.

## Unerwünschte Wirkungen
Als häufige Nebenwirkungen (bei 1 % bis 10 % der Behandelten) wurden in klinischen Untersuchungen Kopfschmerzen beobachtet.

## Handelsnamen
- Ruconest